# بيتي سيسيليا لوغو
بيتي سيسيليا لوغو (بالإسبانية: Betty Cecilia Lugo) هي فاعلة خير فنزويلية، ولدت في 20 أبريل 1946 في كاراكاس في فنزويلا، وتوفيت في 23 سبتمبر 2017 في ماراكايبو في فنزويلا.